# Sarcohyla
Sarcohyla (лат.) — род бесхвостых земноводных из семейства квакш. Род создан в 2018 году на основе молекулярных данных отделением видов из родов Hyla и Plectrohyla. Родовое название происходит от др.-греч. sarkodes — «мясистый» и  лат. Hyla — «квакша», и относится к толстой железистой коже, характерной для большинства видов рода.

## Образ жизни
Обычно встречаются в нетронутых местах обитания вдоль ручьёв в сосново-дубовых лесах на высотах от 1500 до 3100 м над уровнем моря.

## Распространение
Являются эндемиками Мексики и встречается в горных частях страны между Дуранго на севере и Герреро на юге.

## Классификация
На январь 2023 года в род включают 26 видов:
- Sarcohyla ameibothalame (Canseco-Marquez et al., 2002)
- Sarcohyla arborescandens (Taylor, 1939) — Восточномексиканская квакша
- Sarcohyla bistincta (Cope, 1877) — Клапанная квакша
- Sarcohyla calvicollina (Toal, 1994)
- Sarcohyla celata (Toal and Mendelson, 1995)
- Sarcohyla cembra (Caldwell, 1974) — Горно-речная квакша
- Sarcohyla charadricola (Duellman, 1964) — Молчаливая квакша
- Sarcohyla chryses (Adler, 1965) — Охристая квакша
- Sarcohyla crassa (Brocchi, 1877) — Коренастая квакша
- Sarcohyla cyanomma (Caldwell, 1974) — Голубоглазая квакша
- Sarcohyla cyclada (Campbell and Duellman, 2000)
- Sarcohyla floresi Kaplan, Heimes, and Aguilar, 2020
- Sarcohyla hapsa Campbell et al., 2018
- Sarcohyla hazelae (Taylor, 1940) — Круглоголовая квакша
- Sarcohyla labeculata (Shannon, 1951)
- Sarcohyla labedactyla (Mendelson and Toal, 1996)
- Sarcohyla miahuatlanensis (Meik et al., 2006)
- Sarcohyla mykter (Adler and Dennis, 1972) — Темнобрюхая квакша
- Sarcohyla pachyderma (Taylor, 1942) — Толстокожая квакша
- Sarcohyla pentheter (Adler, 1965) — Чернополосая квакша
- Sarcohyla psarosema (Campbell and Duellman, 2000)
- Sarcohyla robertsorum (Taylor, 1940) — Пепельная квакша
- Sarcohyla sabrina (Caldwell, 1974) — Квакша-нимфа
- Sarcohyla siopela (Duellman, 1968) — Килемордая квакша
- Sarcohyla thorectes (Adler, 1965)
- Sarcohyla toyota Grünwald, Franz-Cháve et al., 2019